# Lenguas tamángicas
Las lenguas tamang-gurung-thakali-manang (también llamadas tamángicas) son un grupo filogenético de lenguas tibetano-himalayas del grupo bódico. Bradley (1997) las denomina alternativamente como lenguas bódicas occidentales.

## Clasificación
El tamángico se considera una rama de las lenguas bódicas y las lenguas himalayas occidentales en Bradley (1997) y en Van Driem's (2001) lenguas tibeto-kanauri. Las lenguas del grupo son:
- Tamang (muchas variedades divergentes, con cerca de un millón de hablnantes)
- Gurung (dos variedades con baja inteligiblidad mutua)
- Thakali (incluyendo el dialecto seke; étnicamente tamang)
- Las lenguas cercanamenee emparentadas: Manang(ba) [Nyishang(ba)], Gyasumdo y 'Narpa ('Nar-Phu)
- Chantyal

Las lenguas ghale, habladas por tamangs étnicos, parecen relacionadas con el tamángico, pero existe documentación suficiente para asegurarlo.

## Comparación léxica
Los numerales en diferentes lenguas tamángicas son:
| GLOSA | Tamang   | Tamang     | Gurúngico | Gurúngico   | Gurúngico | Gurúngico | Gurúngico | Gurúngico | Kaike | PROTO- TAMÁNGICO |
| GLOSA | Oriental | Occidental | Chantyal  | Gurung Occ. | Manang    | Nar-Phu   | Seke      | Thakali   | Kaike | PROTO- TAMÁNGICO |
| ----- | -------- | ---------- | --------- | ----------- | --------- | --------- | --------- | --------- | ----- | ---------------- |
| '1'   | gik      | kat        | (ek)      | grĩ̤         | kr̥ii4     | kɦrî      | ki(ː)1    | ʈih       | ti    | *gtik            |
| '2'   | n̤i       | nɦisŋ      | (dui)     | ŋĩ̤          | ɲii4      | ŋɦî       | ni(ː)1    | ŋih       | ɲʰe   | *gni(s)          |
| '3'   | som      | som        | (tin)     | sõ          | seɴ1      | som       | som²      | som       | sum   | *sum             |
| '4'   | bli      | buli       | (car)     | plĩ̤         | pl̥i4      | pɦlî      | c(ʰ)i(ː)1 | plih      | li    | *bli             |
| '5'   | ŋa       | baŋa       | (pac)     | ŋã̤          | ŋə4       | ŋɦæ̂       | ŋa1       | ŋah       | ŋa    | *(b)ŋa           |
| '6'   | du       | (caŋ)      | (cha)     | ʈṳ          | ʈu4       | ʈɦûk      | tu1       | ʈuh       | ru    | *ʈuk             |
| '7'   | nis      | (saŋ)      | (sat)     | ŋĩ          | ɲii1      | ŋi        | nis3      | nigs      | ne    | *nis             |
| '8'   | bre      | (aŋ)       | (ath)     | prẽ̤         | pr̥ee4     | pɦrê      | pre(ː)1   | preh      | keː   | *brkee           |
| '9'   | ku       | (naŋ)      | (nau)     | kũ          | ku1       | ku        | ku3       | ku        | gʰu   | *ku              |
| '10'  | ʦyui     | (daŋ)      | (das)     | ʧyũ         | ʧu1       | ʧu        | cyu3      | ʧyu       | ʧyu   | *ʧyu             |
Los términos entre paréntesis son préstamos léxicos tomados del nepalí u otra lengua indoaria